# Apollo Theatre (Londra)
L'Apollo Theatre è una sala concerti di Londra situata in Shaftesbury Avenue, West London, nella Città di Westminster. 
È monumento classificato di secondo livello e ha una capienza di 796 spettatori, che può accogliere su quattro livelli. 
Progettato dall'architetto Lewin Sharp per il suo proprietario, Henry Lowenfeld, aprì i battenti il 21 febbraio 1901, in età edoardiana, con il musical The Belle of Bohemia. Nel 1932 fu completamente rinnovato. 
Il 19 dicembre 2013 parte del soffitto del teatro è crollata mentre era in corso lo spettacolo Lo strano caso del cane ucciso a mezzanotte, causando 88 feriti.